# Bokarnea

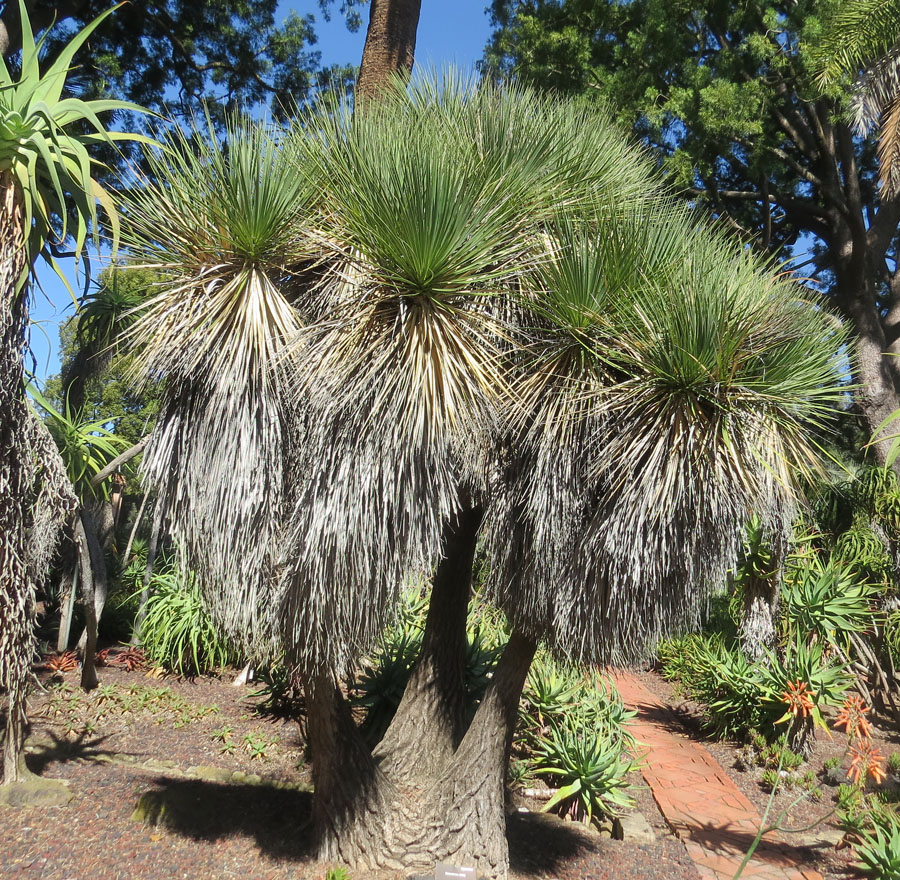
Beaucarnea stricta

Bokarnea (Beaucarnea) je rod rostlin z čeledi chřestovité. Jsou to sukulentní rostliny stromovitého až trsovitého vzrůstu, se ztlustlým stonkem a listy nahloučenými na koncích větví. Květy jsou jednopohlavné, se šestičetným okvětím. Plodem je jednosemenná tobolka. Rod zahrnuje 13 druhů a je rozšířen v Mexiku a Střední Americe, kde roste v suchých a polosuchých oblastech.
Nejznámějším druhem je bokarnea tlustokmenná, nazývaná také nolina nebo sloní noha, která je pěstována jako pokojová a okrasná rostlina.

## Popis
Bokarney jsou jednodomé nebo dvoudomé, stálezelené stonkové sukulenty se silně ztlustlou spodní částí kmene a řídce stromovitým nebo trsnatým vzrůstem. Dorůstají výšky od 60 cm do 10 metrů (výjimečně až 18 metrů).
Bokarnea tlustokmenná může dosáhnout průměru ztlustlého kmene až 3 metry.
Listy jsou růžicovitě nahloučené na vrcholu kmene a větví, zelené nebo nasivěle modrozelené, jehlicovité až mečovité. U některých druhů jsou staré odumřelé listy vytrvalé a pokrývají větve.
Květy jsou jednopohlavné, pravidelné, se šestičetným, bělavým nebo načervenalým okvětím, uspořádané v thyrsech větvených do 2 až 3 řádů a složené z vějířků obsahujících po 2 až 9 samčích nebo po 3 až 5 samičích květech.
V samčích květech je 6 tyčinek a někdy zbytek semeníku (pistillodium). Samičí květy obsahují svrchní semeník srostlý ze 3 plodolistů a pouze s jednou komůrkou se 6 vajíčky. Čnělka může být krátká nebo prodloužená a nese trojlaločnou bliznu.
Plodem je elipsoidní, kulovitá nebo obvejcovitá, opožděně pukající tobolka, u některých druhů křídlatá. V každém plodu je jediné kulovité, trojlaločné semeno.

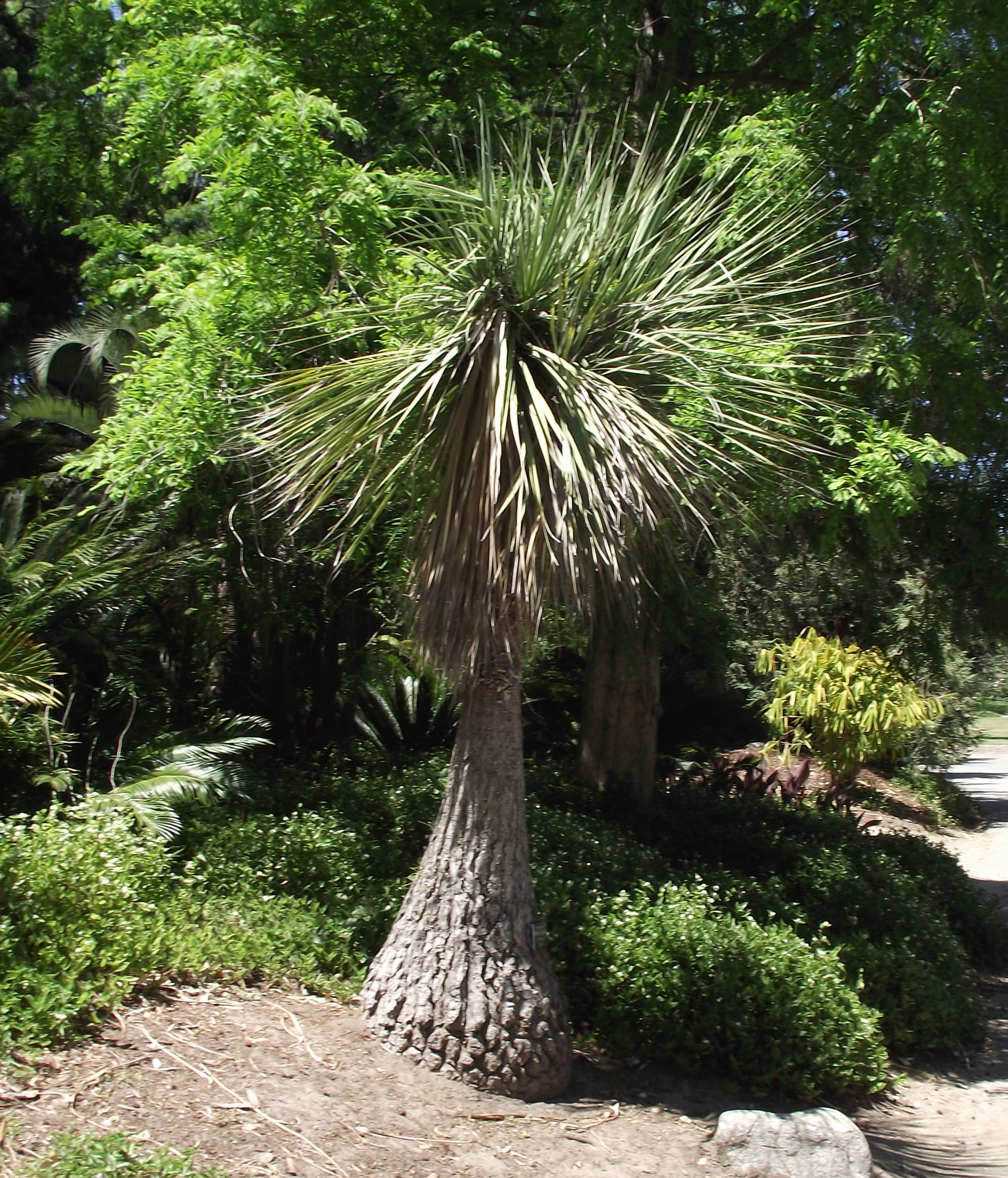
Beaurarnea stricta
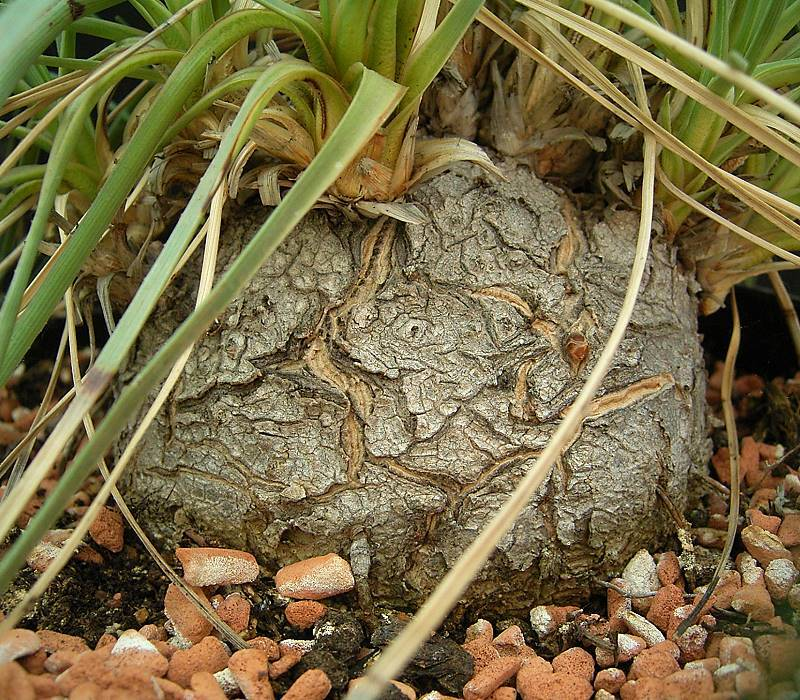
Dřevnatá hlíza Beaucarnea (Calibanus) hookeri
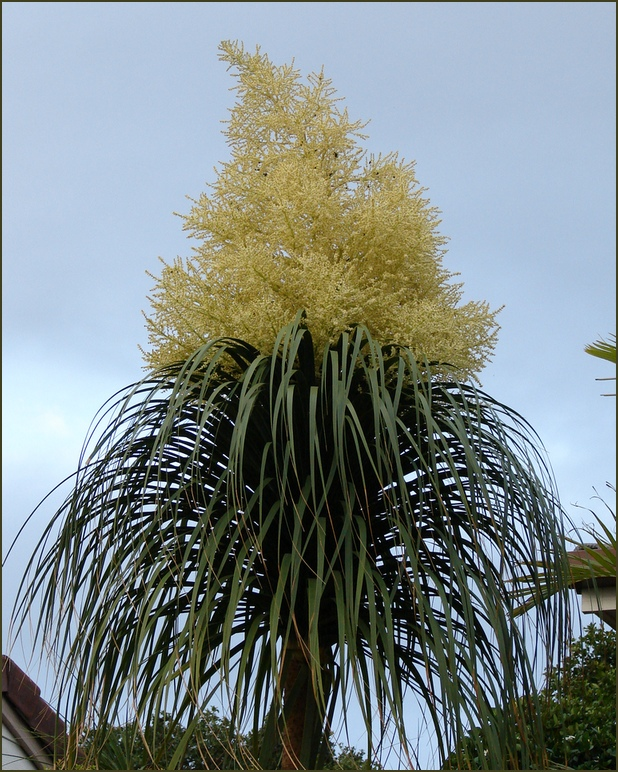
Rozkvetlá bokarnea tlustokmenná

## Rozšíření
Rod zahrnuje v současném taxonomickém pojetí 13 druhů. Je rozšířen v Mexiku a Střední Americe. Centrum druhové diverzity je v suchých a polosuchých oblastech středního Mexika. Z Mexika je udáváno celkem 12 druhů, z toho 9 endemických. Jediný druh, který v Mexiku neroste, je Beaucarnea guatemalensis. Ve Střední Americe sahá areál rodu od Guatemaly a Belize po Nikaraguu.

## Obsahové látky a jedovatost
Mezi biologicky aktivními látkami obsaženými ve stoncích bokarney tlustokmenné převládají glykosidy spirostanolu. Naproti tomu v listech převažují deriváty furostanolu. Celkem bylo v listech zjištěno 13 různých steroidních saponinů. Informace o jedovatosti rostlin jsou řídké.
Byla zaznamenána otrava domácího králíka po konzumaci rostliny. Projevovala se sliněním, letargií, anorexií, špatným stavem srsti a zrychleným dechem. Prognóza byla po přeléčení příznivá.

## Taxonomie
Rod Beaucarnea je v rámci čeledi Asparagaceae řazen do podčeledi Nolinoideae a tribu Nolineae. V minulosti byl spolu s dalšími 3 příbuznými rody (Calibanus, Dasylirion, Nolina) řazen do samostatné malé čeledi Nolinaceae. Tato čeleď byla v systému APG spolu s jinými vřazena do široce pojaté čeledi Asparagaceae.
V minulosti byl rod Beaucarnea některými taxonomy spojován s rodem Nolina. Výsledky fylogenetických studií toto uspořádání nepotvrdily, neboť rod Nolina představuje sesterskou větev kladu zahrnujícího rody Beaucarnea a Dasylirion. Naopak se ukázalo, že dříve rozlišovaný rod Calibanus představuje větev uvnitř vývojového stromu rodu Beaucarnea a proto byly oba rody spojeny.
Od podobného rodu Nolina lze rostliny rodu Beaucarnea rozeznat podle kmene ve spodní části silně ztlustlého, a podle
trojkřídlých plodů, obsahujících jedinou komůrku.

## Zástupci
- bokarnea tlustokmenná (Beaucarnea recurvata)[8]

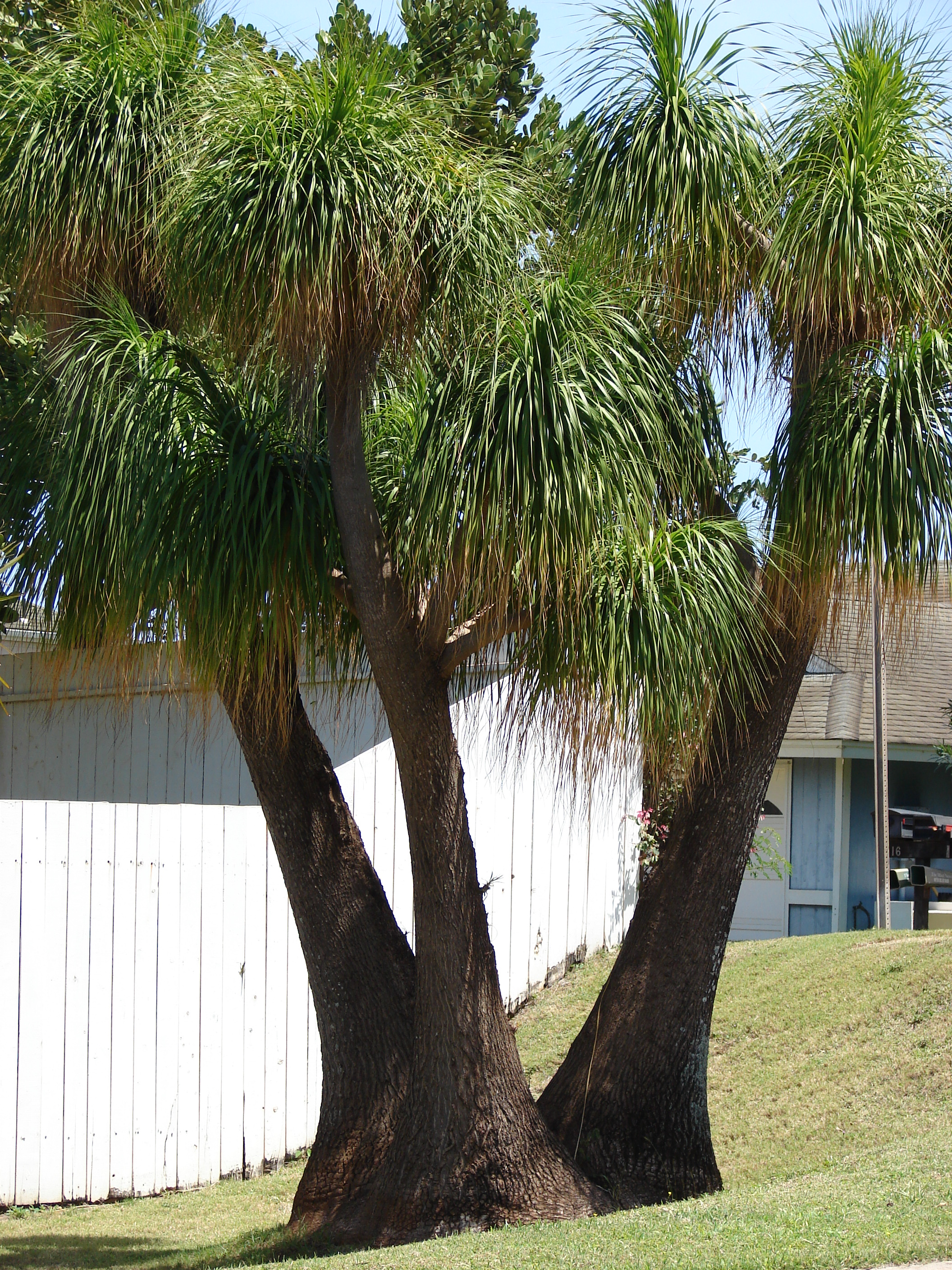
Bokarnea tlustokmenná jako okrasná rostlina na Havaji

## Význam a pěstování
Nejčastěji pěstovaným a také nejznámějším druhem je bokarnea tlustokmenná (Beaucarnea recurvata). Z dalších druhů se pěstuje zejména Beaucarnea hookeri, B. gracilis, B. stricta a B. purpusii
V Evropě se bokarney pěstují jako okrasné rostliny již od poloviny 19. století.
Existují také okrasné kultivary, např. 'Stripy Ponytail' s listy bělavě lemovanými.
Bokarney se snadno množí výsevem semen.